# Martí Fernández Cabello
Martí Fernández Cabello (Barcelona, 27 de setembre de 1882 - Sabadell, 22 de gener de 1960) fou un violinista i compositor català.
Fill del violinista Martín Fernández Charrier (Cadis, 1855) i de Carolina Cabello Lara, va rebre l'educació musical del seu pare, juntament amb el seu germà petit, Lluís Fernández Cabello. El 1908 va ser contractat per l'orquestra Els Fatxendes de Sabadell i s'instal·là en aquesta ciutat, juntament amb el seu germà, Lluís. L'arribada d'aquests dos músics provocà un elogiós comentari a la Revista de Sabadell. El 1914 es va casar amb Faustina Recasens Fonoll –germana de la dona del seu germà Lluís–, amb la qual va tenir un fill, Carles Fernández Recasens. En data no determinada va ingressar a l'orquestra Els Muixins, amb la qual va actuar fins que es va morir, el 1960, malgrat l'accident de circulació que tota l'orquestra va patir el 1954 i que el va deixar greument ferit, primer, i amb importants seqüeles a la columna vertebral, després.
Va compondre una dotzena de sardanes, música ballable i peces de concert per a orquestrina. De vegades signava amb el pseudònim Marbello.